# Modus operandi
Modus operandi (M.O.) — фраза з латини, що приблизно означає «метод дії». У множині — modi operandi («методи дії»). Ця фраза використовується в правознавстві для опису способу скоєння злочину. У цьому значенні modus operandi може бути використаний при визначенні профілю злочинця для розуміння його психології.
Поза правознавством цей термін може бути використаний для опису чиїхось звичок, манери роботи, способу функціонування.
Приклад вживання в публічній політичній характеристиці:
|                                                                                          | Він (Віктор Янукович — Ред.) вважає, що усе буде вирішувати реальна розстановка сил, що ЄС лише робить порожні заяви щодо справи Тимошенко та інших справ, пов'язаних з правами людини. Він в це не вірить. Він розраховує, що найважливіше — це Realpolitik, але насправді ЄС дійсно вірить у дещо з того, що проголошує. Тому його modus operandi штовхає його в інший бік. |
| — Відгук британського дослідника української історії та сучасної політики Ендрю Вілсона. | |